# オオカミなんかコワくないっ!?
『オオカミなんかコワくないっ!?』は、池山田剛による日本の漫画作品。『少女コミック』（小学館）にて、2003年8号から同年10号まで掲載された。番外編「バレンタインなんかコワくないっ!?」が『少女コミック』2004年5号の別冊付録に掲載された。単行本は全1巻。

## 概要
作者・池山田の初連載作品。
全3話の短期連載だったが、後に番外編としてその後のストーリーが掲載された。
2016年3月、池山田のコミックス累計発行1600万部突破を記念し、本作の新装版が刊行された。

## ストーリー
元男子校である東堂学園に転校してきた本田萌だが、学園には女生徒が自分一人しかいない上に、周囲はガラの悪い男（オオカミ）ばかり。
そんな男たちに襲われそうになった萌を助けたのは、小さな頃の幼なじみ氷室京だった。
しかし、昔のように優しかった京ではなく、なぜか萌に冷たかった。

## 登場人物
本田 萌（ほんだ もえ）
唯一編入を受け入れてくれた東堂学園初の女子生徒となる。だが、萌の他に女子生徒はおらず、女に飢える男子生徒に追いかけられることになる。
氷室 京（ひむろ きょう）
萌の幼なじみ。萌の初恋の人で東堂学園の男子生徒（オオカミ）たちから唯一萌を守ってくれる美少年。乱暴な性格だが正義感が強く、多くの男子生徒からかばったりしている。1年生であるが喧嘩が強いために上級生から目をつけられがちである。

## 同時収録作品
単行本には、以下の読み切りが併録されている。
- Full Moonにご用心
- Girl's Revolution

## 書誌情報
- 池山田剛『オオカミなんかコワくないっ!?』小学館〈少コミフラワーコミックス〉、2003年8月発行[2]、ISBN 4-09-138341-6

- 池山田剛『新装版 オオカミなんかコワくないっ!?』小学館〈少コミフラワーコミックス〉、2016年3月25日発売[1]、ISBN 978-4-09-138278-8